# Corba (Wechselburg)
Corba ist ein Ortsteil der Gemeinde Wechselburg im sächsischen Landkreis Mittelsachsen. Der Ort wurde am 1. April 1974 nach Göhren eingemeindet, mit dem er am 1. Januar 1994 zur Gemeinde Wechselburg kam.

## Geographie

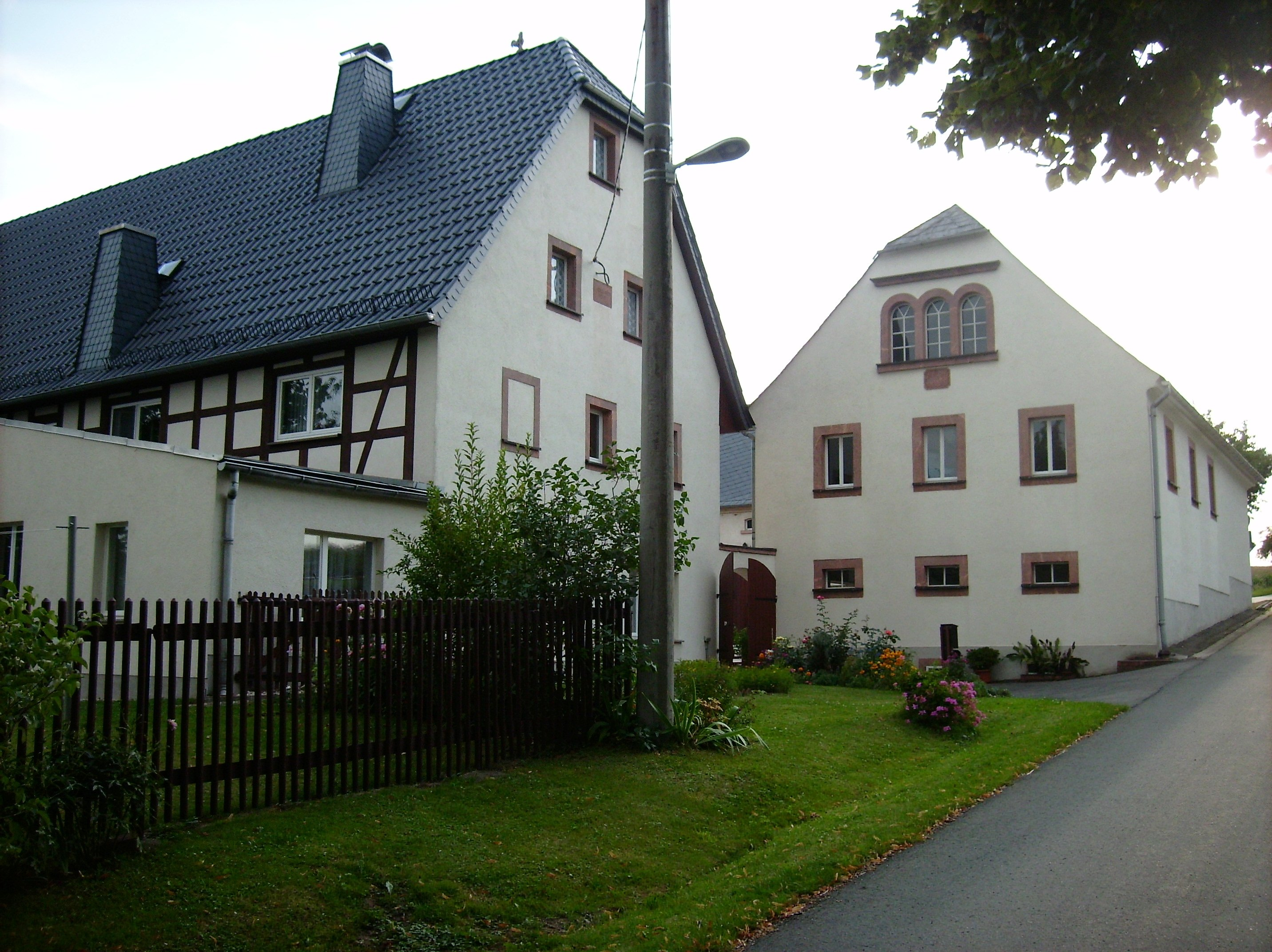
Hof in Corba

### Geographische Lage und Verkehr
Corba liegt südwestlich des Hauptorts Wechselburg und westlich der Zwickauer Mulde. Die Bahnstrecke Neukieritzsch–Chemnitz verläuft westlich und südlich des Orts vorbei. Über den westlichen Nachbarort Obergräfenhain wird die Bundesstraße 175 und die Bundesautobahn 72 (Anschlussstelle Rochlitz) erreicht. Durch Corba führt der Lutherweg Sachsen.

### Nachbarorte
| Dölitzsch      | Mutzscheroda                                |              |
| Obergräfenhain | Kompassrose, die auf Nachbargemeinden zeigt | Altzschillen |
| Himmelhartha   |                                             | Göhren       |

## Geschichte

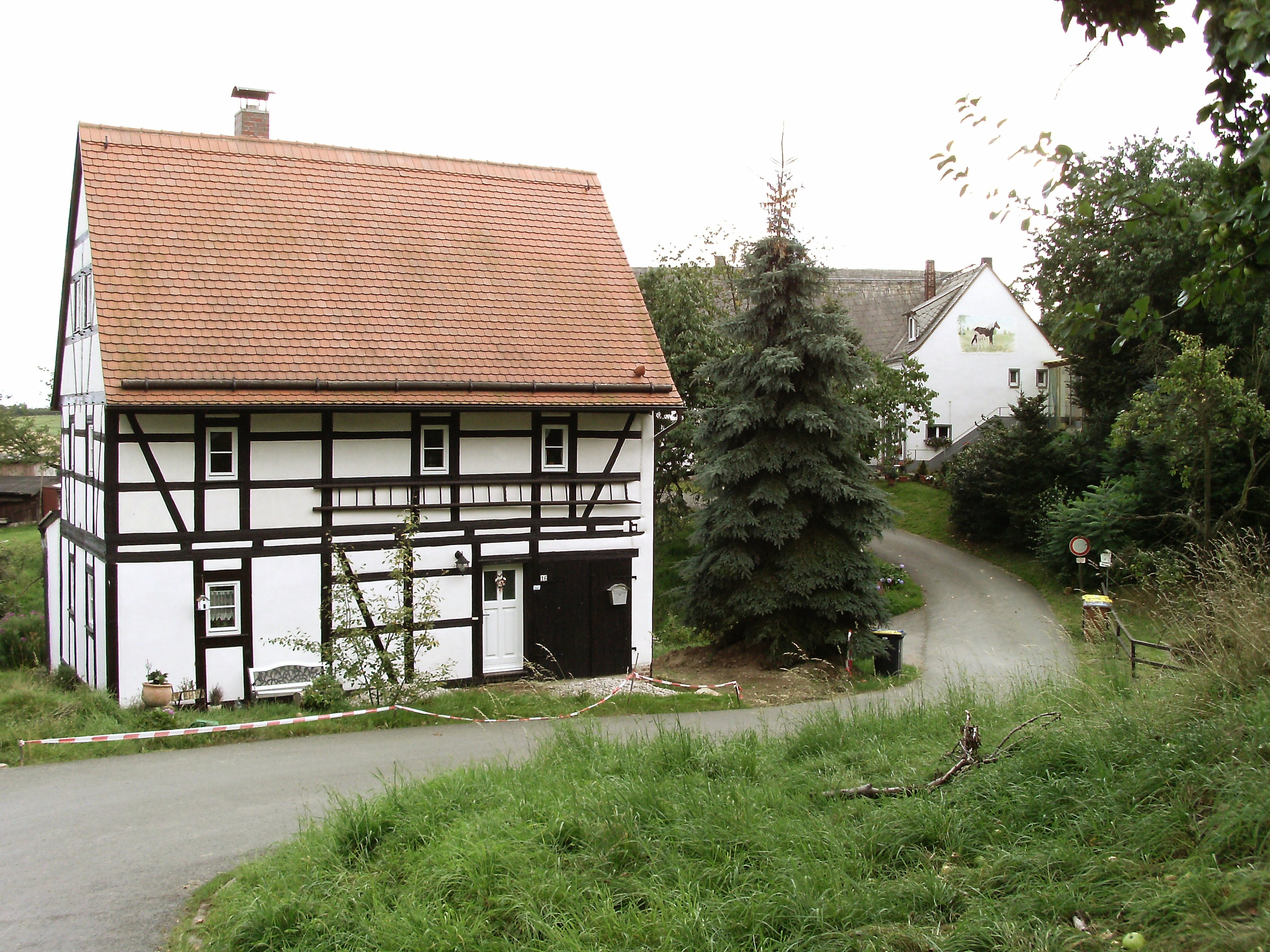
Fachwerkhaus in Corba

Obwohl Corba erst 1439 als Corbaw belegt ist, entstand das Straßenangerdorf bereits einige Jahrhunderte früher. Es gehört zu einer kleinen Gruppe slawischer Orte auf den Höhen über dem westlichen Muldenufer zwischen Lunzenau und Wechselburg. Der Ortsname hat die Bedeutung Dorf auf dem Hügel.
Corba gehörte ursprünglich zum Besitz des Klosters Zschillen. Dieses kam im Jahr 1543 mit dem gesamten Besitz an Herzog Moritz von Sachsen, der es umgehend säkularisierte und an die Herren von Schönburg gegen die Orte Hohnstein, Wehlen und Lohmen in der heutigen Sächsischen Schweiz vertauschte. Daher kam für den Ort Zschillen und die Klosteranlage der Name Wechselburg auf. Seitdem wurde Corba als Amtsdorf der schönburgischen Herrschaft Wechselburg geführt, welche den Herren von Schönburg unter wettinischer Oberhoheit gehörte. Kirchlich gehört Corba seit jeher zu Wechselburg.
Im Rahmen der administrativen Neugliederung des Königreichs Sachsen wurde Corba als Teil der schönburgischen Lehnsherrschaft Wechselburg im Jahr 1835 der Verwaltung des königlich-sächsischen Amts Rochlitz unterstellt. Im Jahr 1856 kam Corba zum Gerichtsamt Rochlitz und 1875 an die neu gegründete Amtshauptmannschaft Rochlitz.
Durch die zweite Kreisreform in der DDR im Jahr 1952 wurde die Gemeinde Corba dem Kreis Rochlitz im Bezirk Chemnitz (1953 in Bezirk Karl-Marx-Stadt umbenannt) angegliedert. Am 1. April 1974 erfolgte die Eingemeindung von Corba nach Göhren, mit dem der Ort seit 1990 zum sächsischen Landkreis Rochlitz gehörte. Dieser ging 1994 im Landkreis Mittweida bzw. 2008 im Landkreis Mittelsachsen auf. Mit der Eingemeindung von Göhren nach Wechselburg ist Corba seit dem 1. Januar 1994 ein Ortsteil von Wechselburg.